# Portées disparues
Portées disparues (Hidden Away) est un téléfilm américain réalisé par Peter Sullivan et diffusé le 27 juillet 2013 sur Lifetime.

## Synopsis
Pour échapper à son époux violent, Stéphanie simule sa mort ainsi que celle de sa fille. Elles refont leur vie sous une nouvelle identité. Après une dizaine d'années, Andrew, le mari éconduit, retrouve leur trace...

## Fiche technique
- Titre original : Hidden Away
- Réalisation : Peter Sullivan (en)
- Scénario : Jeffrey Barmash, George Erschbamer et Barbara Fixx
- Photographie : Roberto Schein
- Musique : Matthew Janszen
- Pays d'origine :  États-Unis
- Langue originale : anglais
- Durée : 90 minutes
- Date de diffusion :
  -  France : 14 janvier 2014 sur M6

## Distribution
- Emmanuelle Vaugier (VF : Marion Dumas) : Stephanie Darsow / Alexandra Cole
- Ivan Sergei (VF : Adrien Antoine) : Andrew Bennett
- Sean Patrick Flanery (VF : Jean-Philippe Puymartin) : Brett Collins
- Allie Gonino (VF : Noémie Orphelin) : Sage Bennett / Rachel Cole
- Elisabeth Röhm (VF : Christiane Jean) : Lynn
- Thomas Calabro (VF : Vincent Violette) : Greg Sloan
- Cal Bartlett (VF : Bernard Tiphaine) : Shérif
- Kyla Kenedy : Sage jeune
- Kyle Jones : Parker
- Hallee Hirsh : Amy
- Jocelyn Fizia : Cindy

Sources VF : Carton de doublage d'M6

## Accueil
Le téléfilm a été vu par 1,623 million de téléspectateurs lors de sa première diffusion.